# 198 до н. е.

## Події
- Консулами Римської республіки були обрані Секст Елій Пет Кат та Тит Квінкцій Фламінін. Фламінін очолив римську армію в ході Другої Македонської війни, а перемовини за участі легата Луція Кальпурнія Пізона схилили на бік Риму Ахейський союз.
- Римсько-македонська битва біля річки Аоос.
- Навесні цар Сирії Антіох III Великий напав на Пергам. Правитель Пергама Аттал I Сотер відбив атаку. Разом з союзниками з Родоса пергамці взяли в облогу Коринф у Другій македонській війні.
- Марк Порцій Катон Старший став претором Сардинії.